# Kockovaella machilophila
Kockovaella machilophila är en svampart som beskrevs av Cañ.-Gib., M. Takash., Sugita & Nakase 1998. Kockovaella machilophila ingår i släktet Kockovaella och familjen Cuniculitremaceae.   Inga underarter finns listade i Catalogue of Life.